# Lixophaga retiniae
Lixophaga retiniae är en tvåvingeart som först beskrevs av Daniel William Coquillett 1897.  Lixophaga retiniae ingår i släktet Lixophaga och familjen parasitflugor.
Artens utbredningsområde är Oregon. Inga underarter finns listade i Catalogue of Life.